# Philaenus brevistriga
Philaenus brevistriga är en insektsart som först beskrevs av Walker 1858.  Philaenus brevistriga ingår i släktet Philaenus och familjen spottstritar. Inga underarter finns listade i Catalogue of Life.